# Concentrix
Concentrix Corporation es una empresa estadounidense de Business process outsourcing con sede en Newark, California. Concentrix era una subsidiaria de SYNNEX Corporation desde el año 2006 y se hizo pública como empresa independiente el 1 de diciembre de 2020. 
Concentrix hizo su debut en la lista Fortune 500 en 2024, ocupando el puesto 499.

## Historia y adquisiciones
Concentrix se fundó en 1983, su herencia se remonta a 1973 a sus soluciones y servicios comerciales de administración de seguros que fueron adquiridos en 2013 por Concentrix de IBM. Concentrix ha crecido a través de múltiples adquisiciones, incorporando a ocho empresas desde 2006. Dos de las adquisiciones que son especialmente notables incluyen IBM Worldwide Customer Care Services Business (conocido como IBM Daksh) y Minacs Group Pte.
El 28 de junio de 2018, Convergys y SYNNEX anunciaron que habían llegado a un acuerdo definitivo en el que SYNNEX adquiriría Convergys por $2430 millones en acciones y efectivo combinados, y la integraría con Concentrix.
El 5 de octubre de 2018, Convergys Corporation y Synnex anunciaron que habían completado la fusión.
En mayo de 2022, Concentrix anunció que la organización tiene un acuerdo definitivo para adquirir la empresa estadounidense de soluciones y tecnología de experiencia del cliente B2B, ServiceSource International, Inc.. El acuerdo valía $131 millones.
El 29 de marzo de 2023, Concentrix anunció la adquisición y fusión de Concentrix y Webhelp en una transacción por valor de 4800 millones de dólares. Se estima que el valor total combinado de la empresa asciende a unos 9,800 millones de dólares.

## Contrato HMRC
En 2014, Concentrix ganó un contrato de £75 millones de GBP de la autoridad fiscal del Reino Unido, HM Revenue and Customs, para revisar dos millones de reclamaciones de créditos fiscales por fraude y adjudicaciones incorrectas de créditos fiscales. Los créditos fiscales son una forma de beneficio de bienestar social del Reino Unido que se paga a los padres y trabajadores con bajos ingresos.
En 2016, Concentrix estaba recibiendo fuertes críticas del comité parlamentario de asistencia social de todos los partidos por cerrar incorrectamente las reclamaciones de decenas de miles de solicitantes, dejándolos sin dinero para lo esencial. Un informe del gobierno reveló que de 36.000 apelaciones contra Concentrix, el 87 % fueron confirmados. En septiembre de 2016, HMRC anunció que no renovaría el contrato, que vencía en 2017, aunque el Tesoro se ha resistido a pedir una investigación completa hasta el momento. Como resultado de las fallas de Concentrix, miles de reclamantes también deben recibir pagos atrasados por reclamos detenidos incorrectamente. El procesamiento de las revisiones de casos resultantes le costó a HMRC £43 millones de GBP.